# Lijst van Nederlandse ministers van Verkeer en Waterstaat
De minister van Verkeer en Waterstaat stond aan het hoofd van het Nederlandse ministerie van Verkeer en Waterstaat. Alhoewel het ministerie officieel in 1947 is opgericht, vormden verkeer, infrastructuur en waterstaat voor die tijd al belangrijke beleidsterreinen van het Rijk. Vanaf 1877 was het een onderdeel van het ministerie van Waterstaat, Handel en Nijverheid. Het ministerie heeft daarna nog verscheidene andere namen gekend. In 2010 is dit ministerie samengevoegd met een deel van het ministerie van Volkshuisvesting, Ruimtelijke Ordening en Milieubeheer tot het ministerie van Infrastructuur en Milieu. In 2017 zijn infrastructuur en milieu weer opgesplitst. Verkeer en Waterstaat valt onder het ministerie van Infrastructuur en Waterstaat en milieu gaat naar Economische Zaken.

## Bewindslieden sinds 1877
Sinds 1877 hebben in Nederland onderstaande personen het ambt van minister op dit ministerie vervuld:
| Kabinet                                                                                  | Periode    | Infrastructuur en Waterstaat                                                               | Infrastructuur en Waterstaat                                                               |
| ---------------------------------------------------------------------------------------- | ---------- | ------------------------------------------------------------------------------------------ | ------------------------------------------------------------------------------------------ |
| kabinet-Schoof                                                                           | 2024-heden | Barry Madlener / Sophie Hermans (a.i.) / Robert Tieman                                     | Barry Madlener / Sophie Hermans (a.i.) / Robert Tieman                                     |
| kabinet-Rutte IV                                                                         | 2022-2024  | Mark Harbers                                                                               | Mark Harbers                                                                               |
| kabinet-Rutte III                                                                        | 2017-2022  | Cora van Nieuwenhuizen / Barbara Visser                                                    | Cora van Nieuwenhuizen / Barbara Visser                                                    |
| vanaf 2017 minister van Infrastructuur en Waterstaat                                     |            |                                                                                            |                                                                                            |
| Kabinet                                                                                  | Periode    | Infrastructuur en Milieu                                                                   | Infrastructuur en Milieu                                                                   |
| kabinet-Rutte II                                                                         | 2012-2017  | Melanie Schultz van Haegen                                                                 | Melanie Schultz van Haegen                                                                 |
| kabinet-Rutte I                                                                          | 2010-2012  | Melanie Schultz van Haegen                                                                 | Melanie Schultz van Haegen                                                                 |
| vanaf 2010 minister van Infrastructuur en Milieu                                         |            |                                                                                            |                                                                                            |
| Kabinet                                                                                  | Periode    | Verkeer en Waterstaat                                                                      | Verkeer en Waterstaat                                                                      |
| kabinet-Balkenende IV                                                                    | 2007-2010  | Camiel Eurlings                                                                            | Camiel Eurlings                                                                            |
| kabinet-Balkenende III                                                                   | 2006-2007  | Karla Peijs                                                                                | Karla Peijs                                                                                |
| kabinet-Balkenende II                                                                    | 2003-2006  | Karla Peijs                                                                                | Karla Peijs                                                                                |
| kabinet-Balkenende I                                                                     | 2002-2003  | Roelf de Boer                                                                              | Roelf de Boer                                                                              |
| kabinet-Kok II                                                                           | 1998-2002  | Tineke Netelenbos                                                                          | Tineke Netelenbos                                                                          |
| kabinet-Kok I                                                                            | 1994-1998  | Annemarie Jorritsma-Lebbink                                                                | Annemarie Jorritsma-Lebbink                                                                |
| kabinet-Lubbers III                                                                      | 1989-1994  | Hanja Maij-Weggen / Koos Andriessen                                                        | Hanja Maij-Weggen / Koos Andriessen                                                        |
| kabinet-Lubbers II                                                                       | 1986-1989  | Neelie Smit-Kroes                                                                          | Neelie Smit-Kroes                                                                          |
| kabinet-Lubbers I                                                                        | 1982-1986  | Neelie Smit-Kroes                                                                          | Neelie Smit-Kroes                                                                          |
| kabinet-Van Agt III                                                                      | 1982       | Henk Zeevalking                                                                            | Henk Zeevalking                                                                            |
| kabinet-Van Agt II                                                                       | 1981-1982  | Henk Zeevalking                                                                            | Henk Zeevalking                                                                            |
| kabinet-Van Agt I                                                                        | 1977-1981  | Danny Tuijnman                                                                             | Danny Tuijnman                                                                             |
| kabinet-Den Uyl                                                                          | 1973-1977  | Tjerk Westerterp                                                                           | Tjerk Westerterp                                                                           |
| kabinet-Biesheuvel II                                                                    | 1972-1973  | Berend-Jan Udink                                                                           | Berend-Jan Udink                                                                           |
| kabinet-Biesheuvel I                                                                     | 1971-1972  | Willem Drees jr. / Berend-Jan Udink                                                        | Willem Drees jr. / Berend-Jan Udink                                                        |
| kabinet-De Jong                                                                          | 1967-1971  | Joop Bakker                                                                                | Joop Bakker                                                                                |
| kabinet-Zijlstra                                                                         | 1966-1967  | Jan de Quay                                                                                | Jan de Quay                                                                                |
| kabinet-Cals                                                                             | 1965-1966  | Ko Suurhoff / Pieter Bogaers (a.i.) / Ko Suurhoff                                          | Ko Suurhoff / Pieter Bogaers (a.i.) / Ko Suurhoff                                          |
| kabinet-Marijnen                                                                         | 1963-1965  | Jan van Aartsen                                                                            | Jan van Aartsen                                                                            |
| kabinet-De Quay                                                                          | 1959-1963  | Henk Korthals                                                                              | Henk Korthals                                                                              |
| kabinet-Beel II                                                                          | 1958-1959  | Jan van Aartsen                                                                            | Jan van Aartsen                                                                            |
| kabinet-Drees III                                                                        | 1956-1958  | Jacob Algera / Herman Bernard Jan Witte (a.i.) / Jan van Aartsen                           | Jacob Algera / Herman Bernard Jan Witte (a.i.) / Jan van Aartsen                           |
| kabinet-Drees II                                                                         | 1952-1956  | Jacob Algera                                                                               | Jacob Algera                                                                               |
| kabinet-Drees I                                                                          | 1951-1952  | Hendrik Hermanus Wemmers                                                                   | Hendrik Hermanus Wemmers                                                                   |
| kabinet-Drees-Van Schaik                                                                 | 1948-1951  | Josef van Schaik (a.i.) / Derk Gerard Willem Spitzen                                       | Josef van Schaik (a.i.) / Derk Gerard Willem Spitzen                                       |
| kabinet-Beel I                                                                           | 1946-1948  | Hein Vos                                                                                   | Hein Vos                                                                                   |
| vanaf 1947 minister van Verkeer en Waterstaat                                            |            |                                                                                            |                                                                                            |
| Kabinet                                                                                  | Periode    | Openbare Werken en Wederopbouw                                                             | Verkeer                                                                                    |
| kabinet-Beel I                                                                           | 1946-1948  | Johan Ringers / Hein Vos                                                                   | Hein Vos                                                                                   |
| vanaf 1946 minister van Openbare Werken en Wederopbouw & minister van Verkeer            |            |                                                                                            |                                                                                            |
| Kabinet                                                                                  | Periode    | Openbare Werken en Wederopbouw                                                             | Verkeer en Energie                                                                         |
| kabinet-Schermerhorn-Drees                                                               | 1945-1946  | Johan Ringers                                                                              | Steef van Schaik                                                                           |
| vanaf 1945 minister van Openbare Werken en Wederopbouw & minister van Verkeer en Energie |            |                                                                                            |                                                                                            |
| Kabinet                                                                                  | Periode    | Waterstaat                                                                                 | Waterstaat                                                                                 |
| kabinet-Gerbrandy III                                                                    | 1945       | Franciscus Cornelis Marie Wijffels / Theodoor Philibert Tromp                              | Franciscus Cornelis Marie Wijffels / Theodoor Philibert Tromp                              |
| kabinet-Gerbrandy II                                                                     | 1941-1945  | Johan Willem Albarda                                                                       | Johan Willem Albarda                                                                       |
| kabinet-Gerbrandy I                                                                      | 1940-1941  | Johan Willem Albarda                                                                       | Johan Willem Albarda                                                                       |
| kabinet-De Geer II                                                                       | 1939-1940  | Johan Willem Albarda                                                                       | Johan Willem Albarda                                                                       |
| kabinet-Colijn V                                                                         | 1939       | Otto Cornelis Adriaan van Lidth de Jeude                                                   | Otto Cornelis Adriaan van Lidth de Jeude                                                   |
| kabinet-Colijn IV                                                                        | 1937-1939  | Johannes Antonius Marie van Buuren                                                         | Johannes Antonius Marie van Buuren                                                         |
| kabinet-Colijn III                                                                       | 1935-1937  | Otto Cornelis Adriaan van Lidth de Jeude                                                   | Otto Cornelis Adriaan van Lidth de Jeude                                                   |
| kabinet-Colijn II                                                                        | 1933-1935  | Jacob Adriaan Kalff / Hendrikus Colijn (a.i.) / Otto Cornelis Adriaan van Lidth de Jeude   | Jacob Adriaan Kalff / Hendrikus Colijn (a.i.) / Otto Cornelis Adriaan van Lidth de Jeude   |
| kabinet-Ruijs de Beerenbrouck III                                                        | 1929-1933  | Paul Johan Reymer                                                                          | Paul Johan Reymer                                                                          |
| kabinet-De Geer I                                                                        | 1926-1929  | Hendrik van der Vegte                                                                      | Hendrik van der Vegte                                                                      |
| kabinet-Colijn I                                                                         | 1925-1926  | Max Charles Emile Bongaerts                                                                | Max Charles Emile Bongaerts                                                                |
| kabinet-Ruijs de Beerenbrouck II                                                         | 1922-1925  | Gerardus Jacobus van Swaaij                                                                | Gerardus Jacobus van Swaaij                                                                |
| kabinet-Ruijs de Beerenbrouck I                                                          | 1918-1922  | Adrianus Antonie Henri Willem König                                                        | Adrianus Antonie Henri Willem König                                                        |
| kabinet-Cort van der Linden                                                              | 1913-1918  | Cornelis Lely                                                                              | Cornelis Lely                                                                              |
| kabinet-Heemskerk                                                                        | 1908-1913  | Jean Gustave Stanislas Bevers / Syb Talma / Louis Hubert Willem Regout                     | Jean Gustave Stanislas Bevers / Syb Talma / Louis Hubert Willem Regout                     |
| kabinet-De Meester                                                                       | 1905-1908  | Jacob Kraus                                                                                | Jacob Kraus                                                                                |
| vanaf 1906 minister van Waterstaat                                                       |            |                                                                                            |                                                                                            |
| Kabinet                                                                                  | Periode    | Waterstaat, Handel en Nijverheid                                                           | Waterstaat, Handel en Nijverheid                                                           |
| kabinet-De Meester                                                                       | 1905-1908  | Jacob Kraus / Jacob Dirk Veegens (a.i.)                                                    | Jacob Kraus / Jacob Dirk Veegens (a.i.)                                                    |
| kabinet-Kuyper                                                                           | 1901-1905  | Johannes Christiaan de Marez Oyens                                                         | Johannes Christiaan de Marez Oyens                                                         |
| kabinet-Pierson                                                                          | 1897-1901  | Cornelis Lely                                                                              | Cornelis Lely                                                                              |
| kabinet-Röell                                                                            | 1894-1897  | Philippe Willem van der Sleyden                                                            | Philippe Willem van der Sleyden                                                            |
| kabinet-Van Tienhoven                                                                    | 1891-1894  | Cornelis Lely                                                                              | Cornelis Lely                                                                              |
| kabinet-Mackay                                                                           | 1888-1891  | Jacob Petrus Havelaar                                                                      | Jacob Petrus Havelaar                                                                      |
| kabinet-Heemskerk Azn.                                                                   | 1883-1888  | Johannes Gregorius van den Bergh / Frederik Cornelis Tromp (a.i.) / Jacob Nicolaas Bastert | Johannes Gregorius van den Bergh / Frederik Cornelis Tromp (a.i.) / Jacob Nicolaas Bastert |
| kabinet-Van Lynden van Sandenburg                                                        | 1879-1883  | Guillaume Jean Gérard Klerck                                                               | Guillaume Jean Gérard Klerck                                                               |
| kabinet-Kappeyne van de Coppello                                                         | 1877-1879  | Johannes Tak van Poortvliet                                                                | Johannes Tak van Poortvliet                                                                |
| vanaf 1877 minister van Waterstaat, Handel en Nijverheid                                 |            |                                                                                            |                                                                                            |
| voor 1877: zie Minister van Binnenlandse Zaken                                           |            |                                                                                            |                                                                                            |

## Onder koning Willem I, 1814-1840
- Directeur-generaal van Waterstaat, Nationale Nijverheid en Koloniën: Jhr. Gerard George Clifford, a.i. van 4 oktober 1830 tot 1 oktober 1831
- Minister van Waterstaat, Nationale Nijverheid en Koloniën: Pierre Louis Joseph Servais van Gobbelschroy, van 1 januari 1830 tot 4 oktober 1830
- Minister van Binnenlandse Zaken, Onderwijs en Waterstaat: Patrice Claude Ghislain ridder de Coninck, van 30 maart 1824 tot 5 april 1825
- Minister van Binnenlandse Zaken, Waterstaat en Publieke Werken: Patrice Claude Ghislain ridder de Coninck, van 1 januari 1820 tot 30 maart 1824
- Minister van Waterstaat: Jhr. Ocker Repelaer van Driel, a.i. van 1 juli 1819 tot 1 januari 1820
- Minister van Waterstaat en Publieke Werken: Charles Joseph hertog d'Ursel, van 16 september 1815 tot 1 juli 1819

## Onder koning Lodewijk Napoleon, 1806-1810
- Minister van Waterstaat
  - Adriaan Pieter Twent van Raaphorst, van 27 mei 1809 tot 31 december 1810

Minister-president · Algemene Zaken · Asiel en Migratie · Binnenlandse Zaken en Koninkrijksrelaties · Buitenlandse Zaken · Defensie · Economische Zaken · Financiën · Infrastructuur en Waterstaat · Justitie · Klimaat en Groene Groei · Landbouw, Visserij, Voedselzekerheid en Natuur · Onderwijs, Cultuur en Wetenschap · Sociale Zaken en Werkgelegenheid · Volksgezondheid, Welzijn en Sport · Volkshuisvesting en Ruimtelijke Ordening · zonder portefeuille

Voormalige ministeries: 

Eredienst